# N-metilurea
La N-metilurea es un compuesto químico derivado de la metilación de la urea.

## Derivados
- N-nitro-n-metilurea, un compuesto químico cancerígeno.